# 迪伦·卡特
迪伦·卡特（英語：Dylan Carter，1996年1月30日—）生于美国加利福尼亚州，是一名特立尼达和多巴哥男子游泳运动员，主攻自由泳、仰泳和蝶泳。他在12岁时开始练习游泳，2008年时第一次参加比赛，取得不错的成绩，他也因此在教练鼓舞下继续从事游泳。2014年至2018年间，他在南加州大学修读环境科学专业，同时代表该校游泳队参加美国校际比赛。